# 波登扎诺
波登扎诺（義大利語：Podenzano），是意大利皮亚琴察省的一个市镇。总面积44.58平方公里，人口8968人，人口密度201.2人/平方公里（2009年）。ISTAT代码为033035。